# Chiesa di Santa Caterina (Capua)
La chiesa di Santa Caterina è una chiesa di Capua, situata in Piazza San Francesco d'Assisi.

## Storia
La chiesa e l'annesso convento vengono costruiti nel 1383 in sostituzione della più antica chiesa di San Nicola ad flumen, essendo la chiesa situata non lontana dall'antica Porta Fluviale. Nel 1420 viene ceduta ai padri francescani, ai quali si deve la costruzione del chiostro, restaurato nel 1510 in stile rinascimentale con il contributo di nobili famiglie patrizie di Capua o che, all'epoca, risiedevano nella città. Alcune di loro, come spesso avveniva in conseguenza a queste donazioni, acquisirono il giuspatronato sulle cappelle ricavate nelle navate laterali, aggiunte alla chiesa sempre nel Cinquecento.
Di questa vicenda restano come testimonianza gli stemmi delle varie famiglie, assieme a quello della città di Capua e a quello dei padri francescani, incisi sulle basi delle colonne del chiostro: si tratta dei de Capua, Attendolo Sforza, Dentice, della Ratta, dell'Uva, del Balzo, Benincasa; Frappiero, Capece Minutolo, de' Tomasi, Billotta, del Tufo, Manna e Sanseverino. In prossimità dell'Arco Santo del presbiterio, inoltre, si trovano tre lapidi del ramo della famiglia Attendolo stanziatosi a Capua, risalenti al 1590, 1593 e 1600, a ricordo della sepoltura dei membri della famiglia.

## Le cappelle laterali
A partire dall'ingresso, le cappelle a sinistra sono:
- dell'Immacolata Concezione: del Decurionato di Capua, poi Pastore Galderio;
- di San Bonaventura: nel Settecento de Capua Capece, poi dedicata a Santa Lucia dai d'Ambrosio, cui passò;
- della Madonna di Loreto: Lanza, ancora nel Settecento, poi Sansò;
- di San Tommaso d'Aquino: de'Tomasi, dopo il 1850 dei Cocozza di Montanara, poi Sgueglia, nel 1925 d'Isa;
- della Madonna Addolorata: dell'Uva, ancora nel 1759, poi del Tufo;
- di San Giovanni da Capistrano e di San Pasquale Baylon: nel 1707 Tarallo;
- della Santissima Vergine Addolorata: Stocchi, dal 1741 Silvagni;
- di San Liborio: Puchetti;
- della Vergine del Carmine e di San Simone Stock: dal 1704 Stocchi.

Le cappelle a destra e i loro proprietari, invece, sono:
- di San Francesco d'Assisi: nel 1725 Ventriglia, nel 1842 Campanino, nel 1925 dedicata ai caduti della prima guerra mondiale;
- di Sant'Antonio da Padova: nel Settecento Friozzi;
- del Santissimo Crocifisso: nel 1826 Albamonte Siciliano;
- di San Salvatore da Orta: nel 1741 del Tufo;
- dell'Epifania: Marotta, nel 1857 Gianfrotta;
- della Madonna delle Grazie: nel 1551 Rinaldi, nel 1826 Martino de Carles;
- della Madonna della Porta: nel 1704 Magliocca, nel 1883 Boccardo e Vetta;
- di Sant'Onofrio: Salerno, nel 1825 Cuccari;
- di Santo Stefano Menicillo, Vescovo di Caiazzo: de Caprio, nel 1883 pellegrino;
- di Santa Rosa da Viterbo: nel 1711 Granata, nel 1826 de Renzis.